# Anna-Caren Sätherberg
Anna-Caren Gunilla Sätherberg, född 5 oktober 1964 i Östersund, är en svensk politiker (socialdemokrat). Hon var Sveriges landsbygdsminister från november 2021 till oktober 2022. I hennes ansvar som landsbygdsminister ingick jordbruks-, fiske-, livsmedels-, djur-, skogs-, samefrågor samt landsbygdsutveckling.[källa behövs]
Sätherberg är ordinarie riksdagsledamot sedan 2014, invald för Jämtlands läns valkrets.
I riksdagen var hon vice ordförande i näringsutskottet 2020–2021 och tredje vice ordförande i trafikutskottet 2019–2020. Hon är ledamot i miljö- och jordbruksutskottet sedan 2022 och ledamot i krigsdelegationen sedan 2022 (hon var även ledamot i delegationen 2018–2022). Hon var ledamot i näringsutskottet 2017–2018 och 2020 samt trafikutskottet 2018–2019. Sätherberg har även varit suppleant i bland annat kulturutskottet, näringsutskottet och Nordiska rådets svenska delegation.
Hon har varit oppositionsråd i Åre kommun och styrelseledamot i stiftelsen Norrlandsfonden, Årehus AB och Jämtland-Härjedalen Turism.
Sätherberg är sedan 2012 även ordförande för Socialdemokraterna i Jämtlands län.